# Territoire du Nevada
1861–1864
Entités précédentes :
- Territoire de l'Utah

Entités suivantes :
- Nevada

Le territoire du Nevada était un territoire organisé des États-Unis. Il fut créé en 1861 à partir de la partie occidentale du territoire de l'Utah située à l'ouest du 115e méridien ; il était alors connu sous le nom de Washoe, d'après les Indiens Washoe. L'Union avait un tel besoin de l'argent du Nevada qu'il fut admis dans l'Union dès 1864, alors qu'il n'avait pas la population suffisante pour prétendre au rang d'État ; la tendance anti-esclavagiste de ses habitants pesa également dans cette décision.
Le Nevada acquit ses frontières actuelles en 1866, en s'étendant : 
- à l'est, aux dépens des territoires de l'Utah (jusqu'au 114e méridien)
- au sud, au-delà du 37e parallèle, sur une partie du comté de Pah-Ute dépendant du territoire de l'Arizona, et constituant aujourd'hui la majeure partie du comté de Clark.

## Administration

### Gouverneurs
- 1859 – 1861 Isaac Roop (gouverneur provisoire)
- 1861 – 1864 : James W. Nye

### Secrétaires
- 1861 – 1864 : Orion Clemens

## Source
- (en) Cet article est partiellement ou en totalité issu de l’article de Wikipédia en anglais intitulé « Nevada Territory » (voir la liste des auteurs).